# Лучший оборонительный игрок среди студентов по версии WBCA
Лучший оборонительный игрок среди студентов по версии WBCA (англ. WBCA Defensive Player of the Year) — это ежегодная баскетбольная награда, вручаемая ассоциацией женских баскетбольных тренеров (англ. Women's Basketball Coaches Association (WBCA)) лучшему игроку оборонительного плана среди студенток первого дивизиона национальной ассоциации студенческого спорта (NCAA) по результатам голосования членов отборочной комиссии WBCA. Победитель в этой номинации выбирается из числа лучших оборонительных игроков конференций, которые входят в первый дивизион NCAA. Если в какой-либо конференции нет такой премии, то она может выдвинуть такого игрока в число её соискателей, кандидатура которого будет рассмотрена на общенациональном уровне. Этот трофей был учреждён и впервые вручён в сезоне 2006/07 годов Линдсей Хардинг из университета Дьюка.
Всего лишь один игрок, Бриттни Грайнер, выигрывала этот приз более одного раза, причём награждалась трижды. Чаще других обладателями данной премии становились баскетболистки Коннектикутского университета (4 раза), Бэйлорского университета (3 раза), а также университета Дьюка (2 раза). Действующим обладателем данного приза является Тиэра Маккоуэн из университета штата Миссисипи.

## Легенда
| *               | Становились лауреатами Приза имени Джеймса Нейсмита (1983—), Приза имени Джона Вудена (2004—) или Приза имени Маргарет Уэйд (1978—) |
| Игрок (X)       | Количество титулов баскетболисток                                                                                                   |
| Университет (X) | Количество титулов университетов |

## Победители
| Сезон   | Игрок                | Фото | Университет                     | Позиция             | Год обучения | Примечания |
| ------- | -------------------- | ---- | ------------------------------- | ------------------- | ------------ | ---------- |
| 2006/07 | Линдсей Хардинг*     |      | Университет Дьюка               | Защитник            | Четвёртый    | [ 1 ]      |
| 2007/08 | Сильвия Фаулз        |      | Университет штата Луизиана      | Центровая           | Четвёртый    | [ 2 ]      |
| 2008/09 | Дженнифер Риспер     |      | Университет Вандербильта        | Защитник            | Четвёртый    | [ 3 ]      |
| 2009/10 | Моника Райт          |      | Виргинский университет          | Защитник            | Четвёртый    | [ 4 ]      |
| 2010/11 | Бриттни Грайнер      |      | Бэйлорский университет          | Центровая           | Второй       | [ 5 ]      |
| 2011/12 | Бриттни Грайнер* (2) |      | Бэйлорский университет (2)      | Центровая           | Третий       | [ 6 ]      |
| 2012/13 | Бриттни Грайнер* (3) |      | Бэйлорский университет (3)      | Центровая           | Четвёртый    | [ 7 ]      |
| 2013/14 | Стефани Долсон       |      | Коннектикутский университет     | Центровая           | Четвёртый    | [ 8 ]      |
| 2014/15 | Элизабет Уильямс     |      | Университет Дьюка (2)           | Центровая / Форвард | Четвёртый    | [ 9 ]      |
| 2015/16 | Морайя Джефферсон    |      | Коннектикутский университет (2) | Защитник            | Четвёртый    | [ 10 ]     |
| 2016/17 | Габби Уильямс        |      | Коннектикутский университет (3) | Форвард             | Третий       | [ 11 ]     |
| 2017/18 | Киа Нерс             |      | Коннектикутский университет (4) | Защитник            | Четвёртый    | [ 12 ]     |
| 2018/19 | Тиэра Маккоуэн       |      | Университет штата Миссисипи     | Центровая           | Четвёртый    | [ 13 ]     |